# Correa calycina
Correa calycina (South Australian Green Correa) es un arbusto de gran porte que es endémico de   South Australia. Alcanza una altura de entre 1 y 3 metros y una anchura de 1 a 2 metros. Las hojas son de  glabras a tomentosas siendo de 2 a 4 cm de largo y de 1 a 2.5 cm de ancho.  Las flores se producen entre abril y septiembre en su medio natural. Son de color verde, a veces maduran a un color malva.

## Taxonomía
Esta especie fue descrita formalmente por vez primera en 1925 por J.M. Black en Transactions and Proceedings of the Royal Society of South Australia.
Tiene dos variedades actualmente reconocidas: 
- Correa calycina  J.M.Black var. calycina (Hindmarsh Correa) que está incluida en la lista de las "especies vulnerables" según el acta de National Parks and Wildlife Act (1972) en South Australia.[3]
- Correa calycina var. halmaturorum Paul G.Wilson (De Mole River Correa)[4]) que fue descrita formalmente por vez primera por Paul G. Wilson en la revista botánica Nuytsia en 1998.[2]